# 小行星1744
小行星1744（1744 Harriet）是一颗围绕太阳公转的小行星。1960年9月24日，C. J. 万·豪敦、I. 万·豪敦-格勒内费尔德、T. 赫雷爾斯在帕洛马山发现了此天体。
該小行星以美國天文學家保羅·赫吉特的妻子命名。
这颗小行星的绝对星等为13.5等。